# Qizkapan
Qizkapan est un site rupestre achéménide tardif situé au Kurdistan irakien, en Irak.
Il s’agit d’une tombe sculptée dans une paroi rocheuse suivant un plan proche de celui de Dukkan-e Daud, en Iran. Une vaste antichambre rectangulaire ouvre dans la partie basse de son centre sur une tombe dont l’entrée carré, est intégrée dans une estrade au-dessus de laquelle se trouve un relief sculpté. Le relief montre une scène de nature religieuse dont le style et la composition sont résolument achéménides. Deux sujets portant chacun de riches manteaux d’aspect iranien se font face de part et d'autre d'un autel du feu. Ils ont tous deux le bras droit levé en signe rituel, et tiennent un arc de la main gauche dont une des extrémités est appuyée au sol. Cette posture évoque celles des tombes royales de Persépolis et Naqsh-e Rostam. La scène est flanquée de deux colonnes de style ionique, et des symboles divins (rosette, disque solaire mazdéen) décorent le haut de l’ensemble.
Les reliefs post-Achéménides, également appelés achéménides tardifs, correspondent à des panneaux rupestres dont la date d’exécution est controversée. Ils ont initialement attribués aux Mèdes par Roman Ghirshman du fait de leurs localisations correspondant à l’ancienne Médie ou du style vestimentaire mède. Ces reliefs ont été plus probablement sculptés aux IVe et IIIe siècles av. J.-C., à la fin de la période achéménide, ou au début de l’ère séleucide, voire parthe. L’autorité des Séleucides s’exerçait en réalité plutôt en Syrie, en haute Mésopotamie, et en Asie mineure. Elle ne s’étendait que dans la partie Ouest de l’Iran, aux villes situées sur les routes principales. Plusieurs provinces ainsi que la plupart des campagnes échappaient donc au pouvoir grec. Les reliefs réalisés à cette époque ont donc gardé une facture achéménide, et ne comportent aucune trace d’influence hellénistique. Leur exécution est techniquement fruste, attestant d’un caractère « provincial » qui les différencie clairement de l’art officiel royal achéménide en vigueur depuis Darius Ier jusqu’à la chute du premier empire perse.

## Sources
- (fr) Louis Vanden Berghe, Reliefs rupestres de l'Iran ancien, Musées royaux d’art et d’histoire, Bruxelles, 1984, 208pp.
- (fr) Rémy Boucharlat, Les sites d'époque parthe en Iran, in Les Parthes, Les dossiers d’archéologie N°271, Mars 2002, Faton, p. 54-63
- (fr) Ernie Haerinck Une tradition iranienne ; L’art des bas-reliefs rupestres, p 54-60, in Empires Perses d'Alexandre aux Sassanides, Les dossiers d’archéologie N°243, mai 1999, Faton.
- (en) Hubertus Von Gall, « Dokkān-e Dāwūd », dans Encyclopædia Iranica (lire en ligne)